# Descalzas Reales
Klasztor klarysek Descalzas Reales w Madrycie, (dosłownie: Klasztor Bosych Królewskich) (hiszp. El Monasterio de las Descalzas Reales) – królewski klasztor klarysek w Madrycie zarządzany przez Patrimonio Nacional.

## Historia
Klasztor powstał z fundacji Joanny Austriackiej (Juana de Austria), córki cesarza Karola V i matki króla Sebastiana Portugalskiego. Zajmuje on budynki dawnego pałacu Karola V i Izabeli Portugalskiej, które w 1557 r. zostały z inicjatywy Juany de Austria przekazane klaryskom. Budynki te w zasadniczej części sięgają czasów Alfonso XI i zgodnie z tradycją to tutaj miały miejsce pierwsze Kortezy w Madrycie (1339).

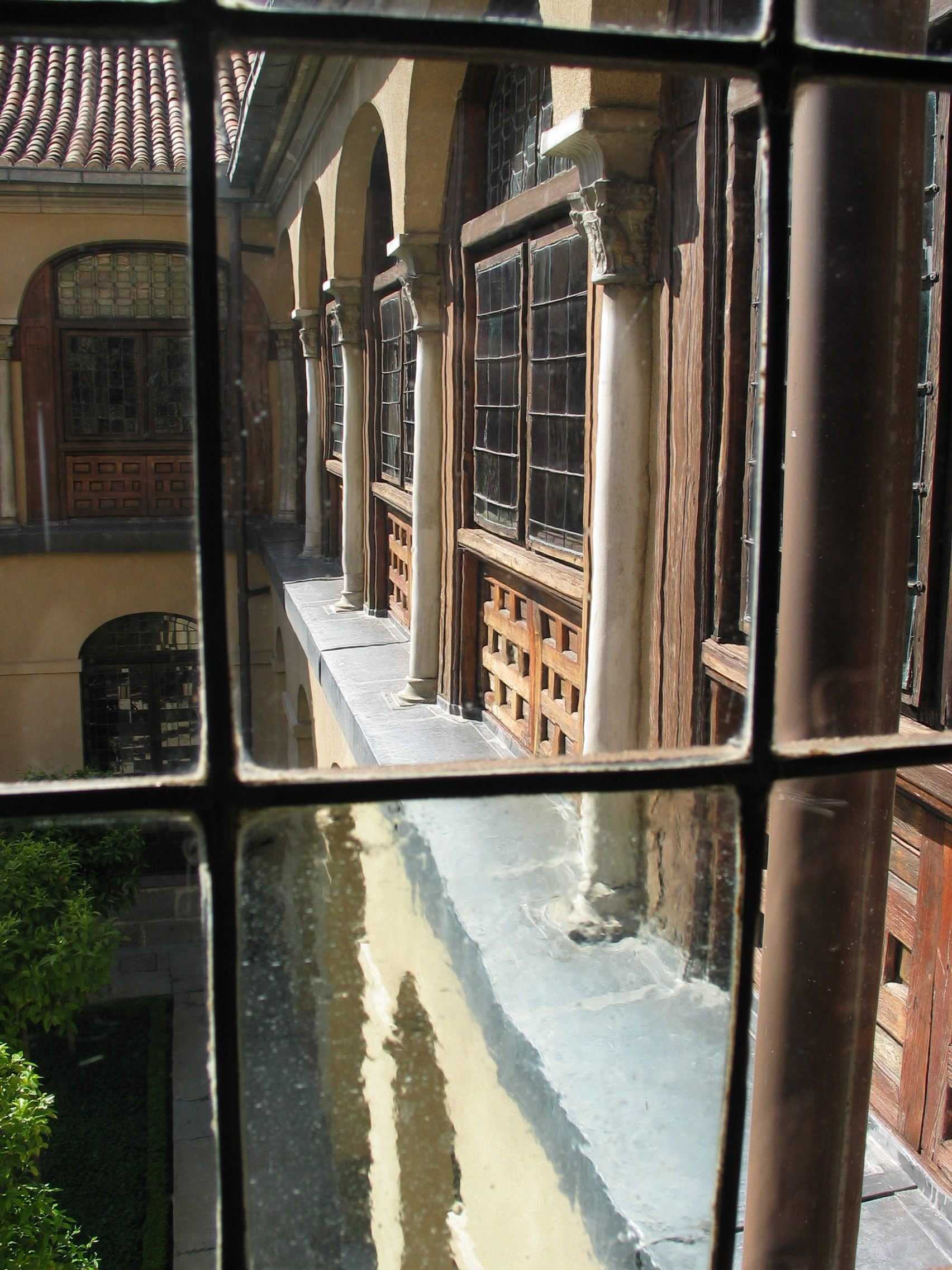
Patio (fragment)

Pierwsze mniszki sprowadził z Gandii św. Franciszek Borgia (Francisco de Borja) domniemany kochanek Juany de Austria. Zgodnie z założeniem fundatorki, Descalzas Reales stał się elitarnym schronieniem dla młodszych córek szlacheckich oraz owdowiałych monarchiń. Każda z nowicjuszek przekazywała na rzecz klasztoru swój posag, natomiast hojne donacje królewskie, w szczególności infantki Izabeli Klary, uczyniły z Descalzas Reales jeden z najbogatszych klasztorów w Europie. Był tu zatrudniony (1587-1611) jako kapelmistrz słynny kompozytor hiszpański Tomás Luis de Victoria.
Najbardziej znane mniszki to m.in.:
- infantka Joanna Austriacka od 1557 do 1573,
- cesarzowa Maria Hiszpańska od 1580 do 1603,
- infantka Izabela Klara Eugenia od 1621 do 1633,
- infantka Anna Dorota Austriacka, nieślubna córka cesarza Rudolfa II, która zmarła w klasztorze w 1694 r. w wieku 82 lat,
- królowa Marianna Austriacka od 1665 do 1696.

## Architektura

### Kościół
Kościół powstał według projektu Antonio Sillero, autorem fasady był Juan Bautista de Toledo (1559) (projektant Eskurialu), zaś absyda, chór i zakrystia są dziełem Juana Gómeza de Mora (1612) (projektant Plaza Mayor).
Ołtarz główny Gaspara Becerry (1565) wraz z obrazami Juana Pantoja de la Cruz ucierpiał znacznie w pożarze kościoła w 1862.
We wnętrzu przyciągają uwagę liczne dzieła wspomnianego Becerry oraz wybitnego rzeźbiarza hiszpańskiego manieryzmu Gregorio Fernándeza, jak również marmurowa statua grobowa Juany de Austria przedstawionej jako orantka, dłuta Pompeo Leniego.

### Klasztor

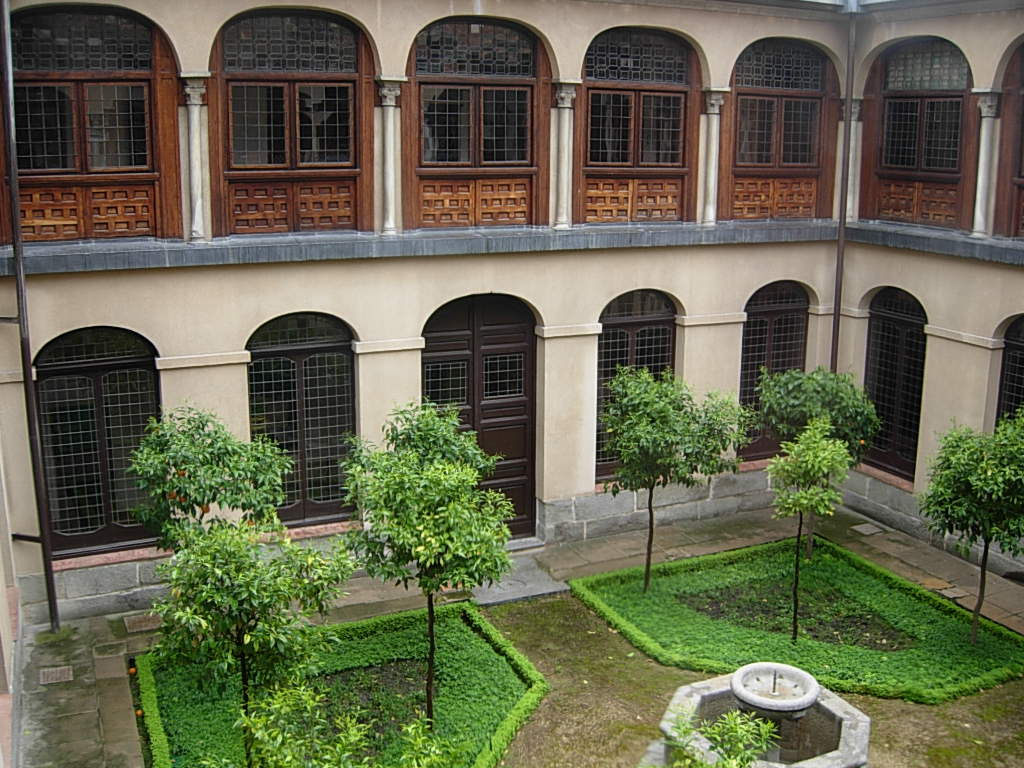
Dziedziniec

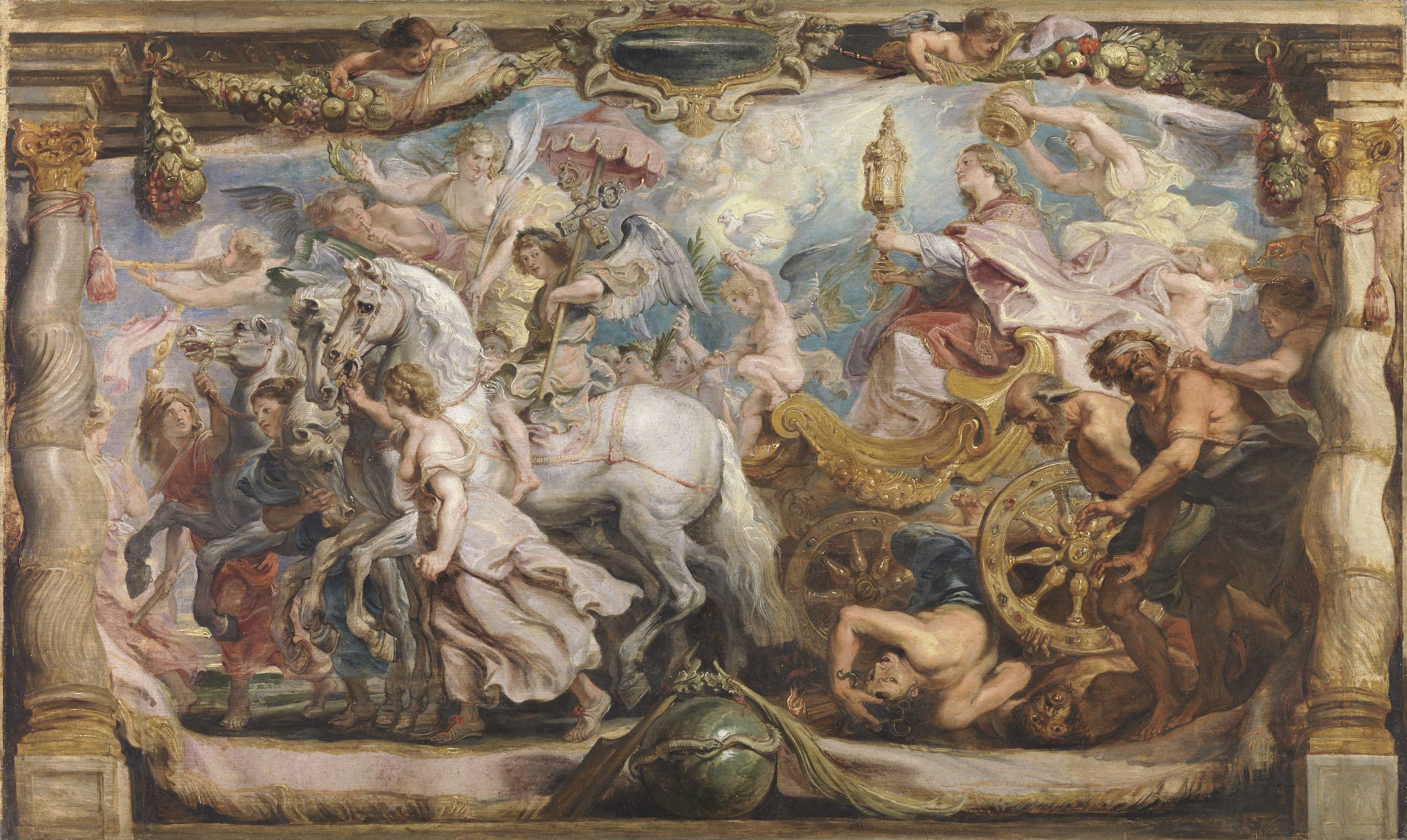
Triumf Kościoła, karton do tapiserii z cyklu Triumf Eucharystii, Peter Paul Rubens, ok. 1628 r. Według tego projektu wykonano ok. 1630 r. w warsztacie Jana Raesa II tapiserię prezentowaną w klasztorze.

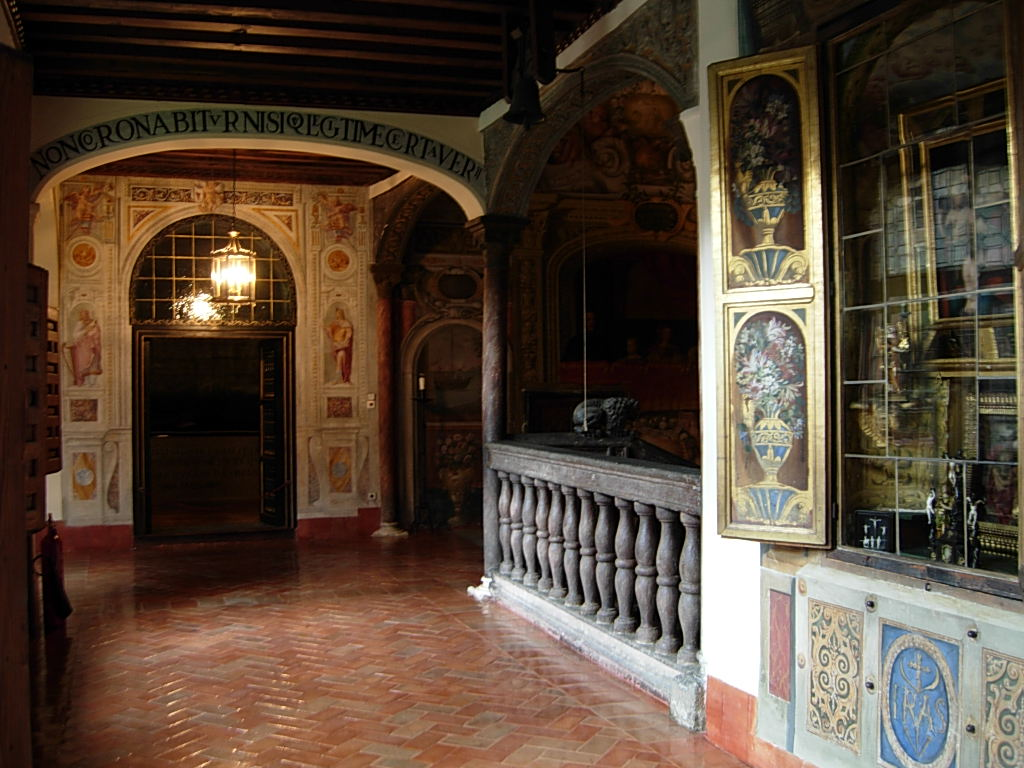
Wnętrze

Klasztor jest znany z organizowanych na jego dziedzińcu procesji w czasie Wielkiego Tygodnia w szczególności w Wielki Piątek.
Klasztorne muzeum przechowuje wiele wysokiej klasy dzieł sztuki jak tapiserie flamandzkie z brukselskich warsztatów Raesa i Geubelsa wykonane według kartonów Rubensa (20 sztuk), uchodzące za najpiękniejsze barokowe tkaniny na świecie. Powstały one na zamówienie infantki Izabeli Klary, która następnie przekazała je do klasztoru. Miejscem ich ekspozycji jest dawne dormitorium zakonne.
Tutaj także, do roku 1862, przechowywany był obraz Zwiastowanie autorstwa Fra Angelico, który to w 1611 r. otrzymał w prezencie od rodziny Farnese książę Lermy, a który obecnie można podziwiać w Muzeum Prado. Ściany zdobią obrazy manierystów hiszpańskich Alonsa Coello, Juana Pantoja de la Cruz, Bartolome Gonzaleza, Rodriga Villandrando oraz wielkich malarzy złotego wieku m.in. José Jiméneza Donoso i Claudio Coello. Nisze wypełniają ołtarze bogato zdobione złotem, koralem i malowidłami. Sąsiadują z nimi dzieła mistrzów niderlandzkich (Jana Brueghla Aksamitnego i Rubensa) oraz włoskich (Tycjan). Można podziwiać niezwykłe i kosztowne dary pochodzące z różnych zakątków Imperium Hiszpańskiego z Sycylii, Meksyku, Peru, Filipin, czy Indii (Goa), oraz  portrety dzieci króla Polski Zygmunta III Wazy, przesłane Filipowi III jako wyraz solidarności rodzinnej (królowa Hiszpanii Małgorzata i królowa Polski Konstancja były siostrami).
Wspaniałe wrażanie robi również dekoracja głównej klatki schodowej (gran escalera) ozdobionej izuzjonistycznymi freskami, gdzie przedstawiono scenę dworską czasów Diego Velázqueza – klęczącą rodzinę królewską – Króla Filipa IV z żoną Marianną Austriaczką i dziećmi. Inicjatorką tej dekoracji była ksieni Anna Dorota; inskrypcja zamieszczona na fresku mówi:
«Restauro esta escalera Sor Ana Dorotea, Marquesa de Austria, hija del Emperador Rodolfo II, religiosa de este convento. Año MDCLXXXIIII».
«Odnowiła tę klatkę schodową siostra Anna Dorota, markiza Austriacka, córka cesarza Rudolfa II, donatorka tego klasztoru. Roku MDCLXXXIIII».